# 文経
文経（ぶんけい）は、中国の大理国の段思英の時代に使用された元号。945年。

## 西暦との対照表
| 文経 | 元年  |
| 西暦 | 945年 |
| 干支 | 乙巳  |